# Rachel Browne
Rachel Browne (geboren als Ray Minkoff; * 6. November 1934 in Philadelphia/Pennsylvania; † 9. Juni 2012 in Ottawa, Kanada) war eine US-amerikanische Tänzerin, Choreographin und Tanzpädagogin.

## Leben
Browne hatte in ihrer Kindheit Klavier- und Tanzunterricht. Nach dem Abschluss der Highschool nahm sie in New York Ballettunterricht bei Robert Joffrey, Edward Caton und Benjamin Harkarvy und gründete mit Freunden die Ballettgruppe The New Century Dancers. 1957 folgte sie Harkarvy, der künstlerischer Leiter des Royal Winnipeg Ballet wurde, und wurde Solotänzerin des Balletts, das sie 1961 verließ. Sie unterrichtete dann an der Lhotka School of Ballet und schuf 1964 mit Odetta’s Songs and Dances ihre erste Choreographie.
In dieser Zeit wandte sie sich dem Modern Dance zu und gründete 1964 in Winnipeg die Contemporary Dancers. Die Gruppe führte Werke US-amerikanischer Choreographen wie Cliff Keuter, James Waring und Dan Wagoner auf und vergab Aufträge u. a. an die kanadischen Choreographen Anna Blewchamp, Judith Marcuse, Jennifer Mascall, Paula Ravitz und Linda Rabin. 1974 gründete sie die School for Contemporary Dancers. In Workshops ermutigte Browne die Mitglieder ihrer Kompagnie zu eigenen Choreographien und bildete so u. a. Conrad Alexandrowicz, Stephanie Ballard, Ruth Cansfield, Gaile Petursson-Hiley und Tedd Robinson aus. Zu ihren eigenen Choreographien  für die Contemporary Dancers zählen The Woman I Am (mit Musik von Paul Horn und Lyrik von Dorothy Livesay, 1975) und Interiors (1976).
1983 trat Browne als künstlerische Leiterin der Contemporary Dancers zurück. Sie unterrichtete weiterhin und schuf mehrere Werke mit der Komponistin Ann Southam, darunter Mouvement (1992), Toward Light (1995) Edgelit (1996) und Variations on Serenity (2006). 1995 erhielt sie den Jean A. Chalmers National Dance Award, im Folgejahr wurde sie Member des Order of Canada. Das Canada Council zeichnete sie 2000 mit dem Jacqueline Lemieux Prize, das Manitoba Arts Council 2001 mit dem Great-West Life Lifetime Achievement Award. Die Contemporary Dancers benannten sich ihr zu Ehren 2008 in The Rachel Browne Theatre um. Carol Anderson veröffentlichte 1999 ihre Biographie Dancing Toward the Light. Danielle Sturk drehte über sie 2014 den Dokumentarfilm  A Good Madness: The Dance of Rachel Browne.